# جون بوي (ممثل)
جون بوي (بالإنجليزية: John Bowe)‏ هو ممثل بريطاني، ولد في 1 فبراير 1950 في Greasby ‏ في المملكة المتحدة.

## أعمال

### أفلام
- (1987) أضواء النهار الحية[2][3][4]
- (1992) ستالين 1992

## وصلات خارجية
- جون بوي على موقع IMDb (الإنجليزية)
- جون بوي على موقع ألو سيني (الفرنسية)
- جون بوي على موقع أول موفي (الإنجليزية)
- جون بوي على موقع قاعدة بيانات برودواي على الإنترنت (الإنجليزية)
- جون بوي على موقع قاعدة بيانات الأفلام السويدية (السويدية)
- جون بوي على موقع قاعدة بيانات الفيلم (الإنجليزية)
- جون بوي على موقع كينوبويسك (الروسية)